# 浦富インターチェンジ
浦富インターチェンジ（うらどめインターチェンジ）は、鳥取県岩美郡岩美町浦富にある山陰近畿自動車道のインターチェンジである。

## 歴史

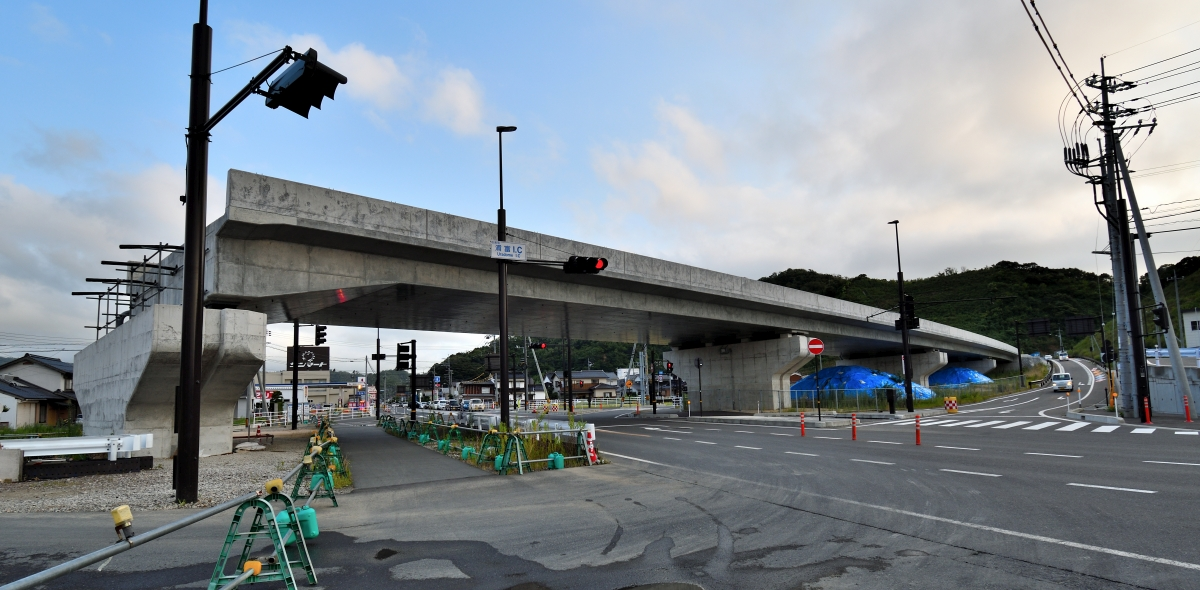
東浜IC方面延伸建設中当時の浦富IC（2018年）

- 2016年（平成28年）3月26日 : 岩美IC - 浦富IC間開通に伴い、供用開始[1]。
- 2023年（令和5年）3月12日 : 浦富IC - 東浜IC間開通[2][3][4][5]。

## 道路
- E9 山陰近畿自動車道（国道178号岩美道路）

## 接続道路
- 鳥取県道155号網代港岩美停車場線

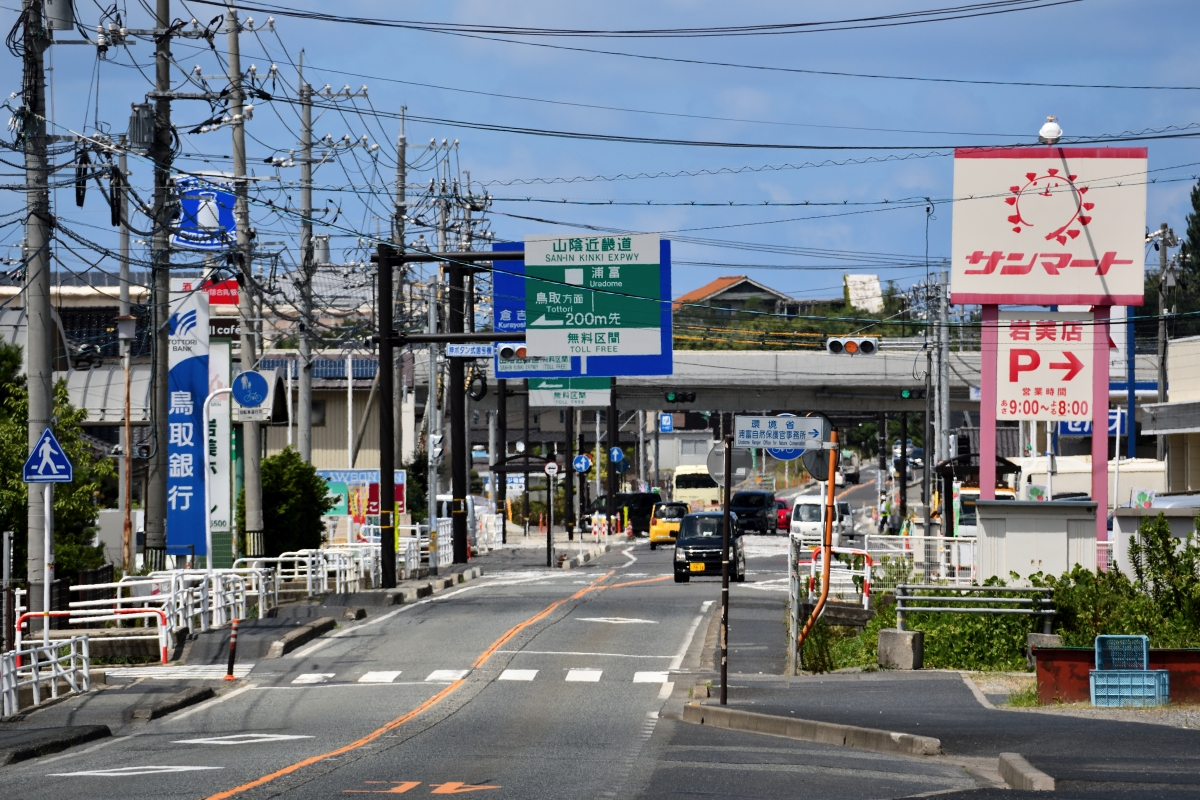
インター付近の県道155号沿いにはロードサイド店が並び、商業地区となっている。

2017年（平成29年）4月1日から2023年（令和5年）3月12日までは国道178号現道とも接続していた。

## 隣
E9 山陰近畿自動車道
岩美IC - 浦富IC - 東浜IC